# Сьвядкі-Ілавецькі
Сьвядкі-Ілавецькі (пол. Świadki Iławeckie) — село в Польщі, у гміні Гурово-Ілавецьке Бартошицького повіту Вармінсько-Мазурського воєводства.